# Bistum Comodoro Rivadavia
Das in Argentinien gelegene Bistum Comodoro Rivadavia (lateinisch Dioecesis Rivadaviae, spanisch Diócesis de Comodoro Rivadavia) ist ein römisch-katholisches Bistum mit Sitz in Comodoro Rivadavia im Süden Argentiniens. Es untersteht dem Erzbistum Bahía Blanca als Suffraganbistum.

## Geschichte
Das Bistum wurde am 11. Februar 1957 vom Bistum Viedma abgetrennt. Nachdem es am 10. April 1961 einige Gebiete zur Errichtung des Bistums Río Gallegos abgegeben hatte, zählte es 1964 170.000 (91,9 %) Katholiken in 17 Pfarreien mit 5 Diözesanpriestern, 33 Ordenspriestern und 56 Ordensschwestern.
Bis 2004 wuchs das 32.400 km² große Bistum auf 345.000 Katholiken (83,6 %) in 31 Pfarreien und 90 Kapellen mit 28 Diözesanpriestern, 22 Ordenspriestern und 88 Ordensschwestern. 2009 wurden Gebiete zur Errichtung der Territorialprälatur Esquel abgetreten. Am 19. Oktober gab das Bistum etwa zwei Drittel seines Territoriums und mehr als die Hälfte seiner Gläubigen zur Gründung des Bistums Rawson ab. Nach der Gebietsabtretung umfasst das Territorium des Bistums die Departamentos Escalante, Sarmiento und Río Senguer.

## Einrichtungen
Innerhalb der Diözese, welche ein Missionsgebiet der Salesianer Don Boscos darstellt, die auch lange Zeit die Leitung der Diözese innehatten, gibt es ein kontemplatives Frauenkloster, 21 Niederlassungen von Frauenorden und fünf Niederlassungen verschiedener Männerorden.
Die Kathedrale in Comodoro Rivadavia trägt das Patrozinium San Juan Bosco.

## Bischöfe
- Carlos Mariano Pérez Eslava SDB, 1957–1963, dann Erzbischof von Salta
- Eugenio Santiago Peyrou SDB, 1964–1974
- Argimiro Daniel Moure Piñeiro SDB, 1975–1992
- Pedro Luis Ronchino SDB, 1993–2005
- Virginio Domingo Bressanelli SCJ, 2005–2010, dann Koadjutorbischof von Neuquén
- Joaquín Gimeno Lahoz, 2010–2023
- Jorge Luis Wagner, seit 2024